# Rolando Irusta
Rolando Hugo Irusta (* 27. März 1938 in Buenos Aires; † 31. Januar 2012) war ein argentinischer Fußballspieler.

## Karriere

### Verein
Rolando Irusta spielte bei River Plate. Dort kam er jedoch 1958 nicht zum Einsatz und wechselte in die Provinz zu Cemento Armado. Nach einigen Jahren im unterklassigen Fußball Argentiniens wurde er 1962 von CA Lanús aus der Provinz Buenos Aires unter Vertrag genommen. In 132 Ligaspielen hütete Rolando Irusta in den folgenden fünf Jahren das Tor von Lanús. Ein halbes Jahr nach der Weltmeisterschaft 1966 endete Rolando Irustas Zeit in Lanús, er ging zu CA Huracán. Dort spielte er ein Jahr lang weniger erfolgreich Fußball und brachte es nur auf vier Spiele. Nach einem Jahr ohne Arbeitsstätte war Irusta ab 1969 Torwart bei Atlético Excursionistas, wo er bis 1971 noch einmal 41 Spiele machte. 
1972 verpflichtete ihn der venezolanische Klub Portuguesa FC.

### Nationalmannschaft
Nationaltrainer Juan Carlos Lorenzo berief ihn in den Kader für die Fußball-Weltmeisterschaft 1966 in England. Bei dem Turnier war Irusta aber nur dritter Torhüter hinter Antonio Roma und Hugo Gatti, er kam nicht zum Einsatz. Seine Mannschaft indes erreichte das Viertelfinale, wo man gegen den späteren Weltmeister aus dem Mutterland des Fußballs mit 0:1 ausschied. Auch später kam Rolando Irusta nie zu einem Länderspieleinsatz.